# 웨노

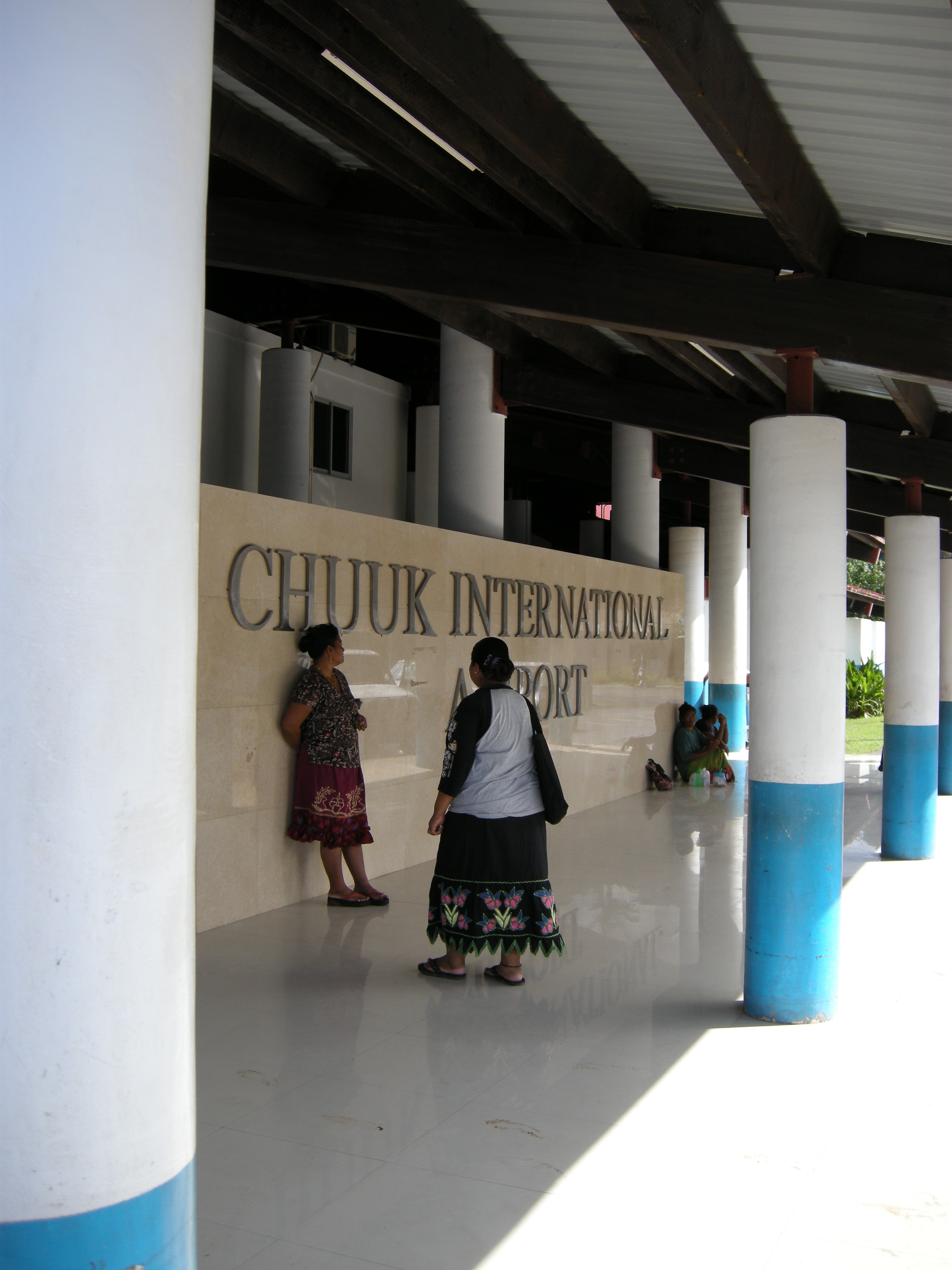
추크 국제공항

웨노(Weno, 옛 이름 모엔(Moen))는 미크로네시아 연방 추크주의 주도이다. 미크로네시아 연방에 속한 도시 중 가장 큰 도시이다.

## 지리
추크 제도에 속해 있다. 웨노의 북서쪽에 위치하고 있는 마을(사푸크, 페니아, 페니셀레, 투누크, 메치티우, 이라스, 네푸코스, 므완, 네우오, 위찹, 아비눕)은 미크로네시아 연방의 상업 중심지로써의 기능을 담당하고 있다. 또한 웨노는 추크주의 주도이고, 2010년 인구 조사 기준 13,856명이 거주하고 있어 미크로네시아 연방에서 두 번째로 인구가 많은 도시이다.
웨노에서 해발 고도가 가장 높은 곳은 테로켄 산으로, 높이가 364m이다.

## 교통
웨노에는 추크주의 유일한 공항인 추크 국제공항이 위치하고 있다.

## 기후
| Weno의 기후              | Weno의 기후 | Weno의 기후 | Weno의 기후 | Weno의 기후 | Weno의 기후 | Weno의 기후 | Weno의 기후 | Weno의 기후 | Weno의 기후 | Weno의 기후 | Weno의 기후 | Weno의 기후 | Weno의 기후   |
| 월                       | 1월         | 2월         | 3월         | 4월         | 5월         | 6월         | 7월         | 8월         | 9월         | 10월        | 11월        | 12월        | 연간          |
| ------------------------ | ----------- | ----------- | ----------- | ----------- | ----------- | ----------- | ----------- | ----------- | ----------- | ----------- | ----------- | ----------- | ------------- |
| 일평균 최고 기온 °C (°F) | 31 (87)     | 30.2 (86.4) | 30.4 (86.7) | 30.6 (87.1) | 30.9 (87.6) | 30.7 (87.2) | 30.9 (87.7) | 30.8 (87.4) | 31.0 (87.8) | 31.3 (88.3) | 31.3 (88.3) | 30.9 (87.7) | 30.8 (87.4)   |
| 일평균 최저 기온 °C (°F) | 24.4 (75.9) | 24.6 (76.2) | 24.7 (76.4) | 24.7 (76.4) | 24.5 (76.1) | 24 (76)     | 24 (75)     | 23.5 (74.3) | 23.7 (74.7) | 23.6 (74.5) | 24.3 (75.8) | 24.1 (75.3) | 24.2 (75.6)   |
| 평균 강수량 mm (인치)    | 250 (9.7)   | 210 (8.1)   | 230 (9.2)   | 320 (12.5)  | 310 (12.3)  | 330 (12.9)  | 340 (13.2)  | 360 (14.1)  | 360 (14.3)  | 280 (11)    | 290 (11.4)  | 270 (10.8)  | 3,550 (139.6) |
| 출처: Weatherbase        |             |             |             |             |             |             |             |             |             |             |             |             |               |